# In the Heights Original Motion Picture Soundtrack
Die Musik für den Film In the Heights von Jon M. Chu wurde von Lin-Manuel Miranda geschrieben. Das Album wurde am 11. Juni 2021 veröffentlicht.

## Entstehung
Lin-Manuel Miranda hatte die Stücke für sein gleichnamiges Musical geschrieben und komponiert. Diese wurden für dessen Verfilmung durch Jon M. Chu wiederverwendet. Der Soundtrack wurde von Miranda gemeinsam mit Alex Lacamoire, Bill Sherman und Greg Wells produziert.
Musical und Film sind in den Washington Heights angesiedelt, wo die Straßen aus Musik gemacht und kleine Träume groß werden. Im Mittelpunkt steht der Bodega-Besitzer Usnavi, im Film gespielt von Anthony Ramos, der jeden Penny seines Alltags spart, während er auf ein besseres Leben hofft, es sich vorstellt und davon singt.

## Veröffentlichung
Das Album mit insgesamt 17 Musikstücken wurde am 11. Juni 2021 von Warner Music veröffentlicht. Der erste Song In the Heights, das Titellied des Films und gleichzeitig das erste Stück auf dem Album, wurde vorab im April 2021 veröffentlicht. Dieses stellt dem Zuschauer das bunte Viertel und die wichtigsten Protagonisten des Films vor. Der Song Home All Summer wurde von Miranda neu für den Film geschrieben. Die Latin-Pop-Nummer wird am Ende des Films und über den Abspann von Anthony Ramos, Leslie Grace und Marc Anthony gesungen.

## Titelliste
1. In The Heights
2. Benny’s Dispatch
3. Breathe
4. No Me Diga
5. It Won’t Be Long Now
6. 96,000
7. Piragua
8. When You’re Home
9. The Club
10. Blackout
11. Paciencia Y Fe
12. Alabanza
13. Carnaval del Barrio
14. When The Sun Goes Down
15. Champagne
16. Finale
17. Home All Summer

## Rezeption

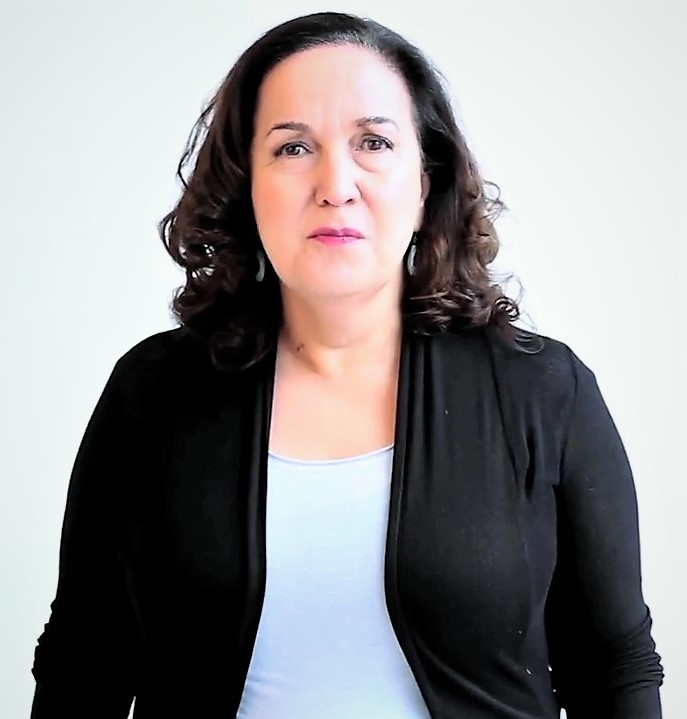
Olga Merediz spielt im Film Abuela Claudia

Jazz Tangcay von Variety schreibt, das Soundtrack-Album, mit dem Lin-Manuel Miranda die Washington Heights fröhlich zelebriert, sei ebenso stark wie der Film, ohne sich dessen interstitieller Dialoge und prächtiger Bilder bedienen zu können. Eingefleischte Fans des Musicals würden sofort die tonalen Verschiebungen der Songs bemerken und auch einige unvermeidlichen Kürzungen. So fehlten Sunrise, Atención und Hundreds of Stories aus dem Musical. Anthony Ramos sei nicht nur in der Rolle von Usnavi entzückend, auch seine Stimme sei vom Anfang des Films mit der Eröffnungsnummer In the Heights bis zum Ende knackig, egal ob er rappt oder singt. Über Olga Merediz, die bereits im Musical spielte und als Abuela Claudia zu sehen ist, schreibt Tangcay, diese wiederhole ihre Rolle am Broadway mit einer Kraft, als würde sie diese zum ersten Mal erforschen.

## Auszeichnungen
Grammy Awards 2022
- Nominierung als Best Compilation Soundtrack for Visual Media[6]

Hollywood Music in Media Awards 2021
- Nominierung als Bester Song – Onscreen Performance („Home All Summer“ von Lin-Manuel Miranda, gesungen von Anthony Ramos und Leslie Grace featuring Marc Anthony)[7]